# 伍六七
《伍六七》是由小疯映画制作，何小疯导演，啊哈娱乐发行的中國網路动画影集。第一季《刺客伍六七》于2018年4月25日在中國各大网络平台播放，总计14集；第二季《伍六七之最强发型师》于2019年10月23日由腾讯视频和哔哩哔哩联合首播，总计10集。《伍六七》于2020年在1月10日於Netflix上畫。漫画《伍六七：黑白双龙》于2019年12月25日在哔哩哔哩漫画与腾讯动漫上首发。第三季《伍六七之玄武国篇》于2021年1月27日首播，总共10集。番外篇《阿七遨游记》于2021年7月23日在西瓜视频独播，总共45集。第四季《伍六七之暗影宿命》2023年1月18日於哔哩哔哩獨播，共10集。第五季《伍六七之记忆碎片》于2024年10月2日首播，共10集。
2021年9月24日，第一季动画因存在违规问题被在中国大陆运营视频网站下架。之后各视频网站恢复上架该作，不过部分集数出现一定程度删改。在第三、四季末確定電影版製作。

## 角色

### 主要人物
伍六七／柒
配音：何小疯
本作男主角。外貌特征是厚重的黑眼圈和头上的三撮毛。拥有以气御剪的能力（操控剪刀飞行来攻击敌人；必要时可以把剪刀分成两半）；配合鸡大保的道具“爆裂gei巴蛋”可以变成任何样子，如花草树木， 以及其他人的样子；后又获得道具“七字号发蜡”可以在假装抹发蜡的时候发射暗器，但是用来和阿财交换了去玄武国的路线图。
因与刺客联盟战斗丧失记忆被鸡大保在海边捡到，“伍六七”这个名字就是鸡大保起的。在昏迷或受过度刺激时会短暂恢复记忆，说话使用的语言会从普通话（带有广东口音）转变为粤语，且战斗力翻倍（甚至不止翻倍）。真实姓名不详，身份背景不详，已知真实身份为玄武国七大暗影刺客之首，代号"柒"，以「魔刀千刃」为武器；「魔刀千刃」的刀身由一千块铁片组成，在战斗时可以自由重组来更灵活的攻击敌人。 但同时这把"魔刀"如此强大的原因是因为它吸收持有者的元气， 因此烂命华建议伍六七除非不得已不要使用这把刀，即使需要也不能超过一分钟。
*出于某种未知原因，魔刀千刃只有伍六七能够使用。
伍六七目前在刺客排行榜第17369名，而其原本的身份"柒"则为首席暗影刺客。正义感十足，接到的刺客任务大多以失败告终。本来在大保J发廊任首席理发师（因为只有他一个），但在第二季末尾决定只身一人前往玄武国。伍六七与梅花十三互有好感，此后并肩作战。
鸡大保
配音：姜广涛，余昊威
大保J发廊老板。原本为养鸡场的一只普通蓝羽鸡。因好友鸡大飞在斗鸡场战死，看清世界的真相后，将山鸡打败得以获得自由，同时抚养着鸡小飞。在小鸡岛海边捡到了昏迷的伍六七，医好他欠下巨额债务，为还债教唆伍六七当刺客。擅长各种发明。但随着时间的推移，伍六七的义情和无怨让他对伍六七的看法发生了变化，两人从利用关系改变为了真正的伙伴关系。
鸡小飞
配音：赵寒
鸡大保养子，鸡大飞的儿子，母亲是鸽子，因而能飞。通常是作为伍六七的逃跑工具。要用途有将爪子伸长勾在伍六七的裆部飞走的“飞鸡”；在突发事件或受刺激时会变身成浑身肌肉、力大无穷的“肌肉鸡”。在第二季第四集，将爪子伸出戴在伍六七头上变成“耳鸡”，飞起来叫“入耳式飞鸡”；“肌肉鸡”状态下高速旋转变成“发射鸡”。
梅花十三
配音：段艺璇
本作女主角，玄武国刺客，目前在刺客排行榜第37名，曾刺杀斯坦国（第二季中改为斯特国）的陈嘉杰博士。梅花大俠的第十三個女兒，母親被殺後拜青凤為師；會使用辮子尾端的刀和各種暗器戰鬥。前期與伍六七作對，但漸漸对他產生好感，在第三季尾终于承应自己对六七的感情。

### 小鸡岛居民
汪疯
配音：赵成晨
汪星人首领，喜欢喵星人首领小咪咪，喜愛音樂，會以電吉他發出的音波戰鬥。曾在得知猫狗相爱没有结果后离小咪咪而去。后在伍六七的帮助下，两人消除误会重归于好
猫小咪
配音：江惠琴
猫星人的首领，技能为金刚猫爪。曾認為汪疯辜負自己，而派伍六七刺瞎汪疯的狗眼。后在伍六七的助攻下两人重归于好。
可乐
配音：朱蓉蓉
异能美少女，具有被动技能“通过身体接触会让异性身体僵硬”，实际上患有癌症，并聘请伍六七刺杀自己，最后病情被神医用陈年腐乳控制住，真实身份是斯特国基因实验工程的失败实验品，编号为303。
神医
配音：谢锡平
小鸡岛上的医生，可能是一个戴着猫脸且拥有机械动能的赛博坦。自身不会说话，每次使用随身携带的收音机与其他人交流。每次治疗开价极高，但医术高超。
江惠蓮
配音：刘晓倩
敬称“江主任”，小鸡岛纯净协会主任，武功高強，原天莲派继承人，也是赤牙以前的師姐。
陈伯
配音：侯俊杰
小鸡岛海防部守卫，战斗力为45。非常热爱小鸡岛，甚至没有工资，都依旧在守卫小鸡岛。
何大春
配音：斑马
毕业于保镖职业技术学院硬气功专业，昌岗街道安保大队副警、兼职保镖，位于保镖排行榜1736位。練有金剛不壞童子身，尚未練到最高級，所以有個弱点是肚脐，後用一块圆板挡住了自己的肚脐来防护。

### 斯特国
斯特国王子
配音：文森
第一季最終boss，外表斯文且個性冷漠，以包含右臂的改造肢在內的戰鬥機甲作為戰鬥手段。為奪取小鸡岛的紅色能量石而入侵島嶼，被短暫覺醒的柒擊敗並炸回斯特國，但仍成功取得一部分的能量石。他试图夺取能量石的目的是为了开启因被柒（伍六七）刺杀而陷入垂危的国王曾经制造的杀手机器人，但被大臣劝阻。
山鸡王
在决斗中打死鸡大飞，后被鸡大保击败。成为斯特国试验品后存活下来并被任命为斯特国特种兵X。

### 刺客
赌神阿发
配音：李林珅
刺客排行榜第3346位，擅長賭博。
守打刘丸
配音：史比邦
刺客排行榜第2999位，身材魁武的牛，经营一家潮州牛丸店以掩盖身份。
普通刺客
配音：许霓华
刺客排行榜第11279位，劇中少數的標準刺客打扮，實力及外表都相當普通，與春风一郎一起在小疯便利店当店員。
春风一郎
配音：张振
刺客排行榜第2117位，容易在實戰中膽怯的劍客，被伍六七擊敗後在小疯便利店当店員。
梅花十一
配音：高启帆
梅花十三的姐姐，刺客排行榜第88位。和十三一樣離家成為刺客，習得飞鸟门黑鳥系武功“幻翼飞行”。
希義
配音：許霓華
刺客排行榜第7888位。能隱身、伸長舌頭綑綁他人的變色龍。刺殺伍六七失敗後，仍繼續留在小雞島。
炮弹铁拳·雷炎
配音：陈圣伟
刺客排行榜第270位。以砲彈拳套為武器。
游优裘
配音：刘李桥
刺客排行榜第1173位。以溜溜球當武器。
竹葉青龍
刺客排行榜第214位。會從雙手以及口部發射溶解液。

#### 暗影刺客组织人物
青凤
配音：姜广涛，马正阳
梅花十三的師傅，七大暗影刺客之一，以青雲流水劍為武器，亦能展開結界。原青雲國王子，年幼時被刺客首領滅國後發誓報仇，因而將自己偽裝為雙刀流，21歲加入暗影刺客，並隱瞞了自身實力。之後擬定了藉由伍六七支開組織其他成員、自行刺杀首領的計劃。
赤牙
配音：宝木中阳
第二季最終boss，七大暗影刺客之一，原天蓮教弟子，前名阿權，曾愛慕江蕙蓮。當對方不接受自己的感情後闖入天蓮教禁地，自願令原被封印的「血魔」附身，能藉由吸食人血來強化力量（包括自癒），並利用尖銳的指甲作為武器，但血魔同時也在侵蝕着自己。
石門
配音：张若冰
七大暗影刺客之一，身材高大、寬胖的面具男子。能使自身潛入大地之中，甚至改變地形；本身具備堅硬的體格及強大力量的拳頭。
曼珠沙華
配音：周侗
七大暗影刺客之一，妖豔女性，樂於挑逗他人。擅長用毒，以扇子為武器，会用彼岸花鏢击杀对象，被刺中者會快速腐化而死。
黑鳥
配音：赵哲豪
七大暗影刺客之一，曾為飛鳥門黑鸟系掌門，派系內鬥後倖存。以喜好折磨對手出名，以黑龍鞭為武器，也能如鬼影般高速移動。屬黑鳥系（「幻翼飛行」能展開六片羽翼），能化身成全身黑暗的魔鬼型態，因此左手及腹部已枯朽，但仍能從空洞的腹部釋放氣流攻擊；反之，本身失去了痛覺，且接觸光線會使力量減弱。
白狐
配音：浅梦
七大暗影刺客之一，戴著斗笠及頭巾的男子，能從指尖釋放能量彈，對目標物進行內部破壞；內部破壞亦可透過接觸目標物來將能量注入當中。
玖
配音：刘李桥
第五季新登場的暗影刺客，以長刀為武器，擁有卓越的反應速度與極速行動能力。 在黑石山與伍六七的大戰中陷入暴走，最後與伍六七一同被石門封鎖於黑石山。
“刺客首領”（暫稱）
配音：大象
刺客組織的首領，以恐懼之刃為武器，拔刀後能化身妖魔，並在戰鬥時施展令人恐懼的幻象。得知柒企圖殺死自己後，將他列為最高懸賞對象。曾為了寶物屠殺青雲國，成為青鳳的仇人，也因前者的師父而導致右手受傷。
“傳話人”（暫稱）
配音：吟良犬
暗影刺客的傳話人士，戴著面具的浮空女子。以袖裡的雙短刀為武器，擁有比暗影刺客們更快的移動速度。實際上是來自斯特國的高密度合金機器人。

### 玄武国帮派掌门
烂命华
配音：米粒
玄武国天龙帮掌门，姓刘，身着似乞丐，同时说话一直会带有较重的广东口音，能力不可小觑。与暗影刺客首席"柒"的实力不相上下。因不喜欢玄武国每日打打杀杀以及没人给他剪头发而经常逃出玄武国，对外称那里的生活“很冇聊嘅”（很无聊的）“一回去就被捉去上班，惨过坐牢”。更加神奇的是，斯特国的电子人物信息统计中找不到他的任何资料。因出逃时从不带钱，便经常调侃自己“只有烂命一条”，从而送武功书以赚取外快。因为伍六七愿意给他理发所以成为了朋友， 并帮助伍六七恢复了大部分记忆和力量。
梅花大侠
配音：宝木中阳
梅花山庄的主人，重男轻女，拥有十三个女儿，这让想传承法术的他无法传输。他认为女人继承不好他的技术。于是他抛弃了妻子，带了另一个女人回家，而妻子带着十三出走后被他的仇家所杀。为此梅花十一和十三都对父亲的印象甚是不好，甚至有些时候不认梅花大侠是她们父亲。
天莲派教主
配音：刘芊含
天莲派的末代教主，真实姓名目前不详，并十分遵行教规。在去世之前认为江惠莲是教派中难得拥有天赋的人而将其确认为教派继承人，但被江的对象阿权/赤牙对此感到不满且修炼血魔大法。因为江惠莲救了被她击败的赤牙，她忍痛惩罚了江惠莲并将其逐出了天莲派。事发没过多久教主便圆寂。因为没了江蕙莲这个唯一的继承人，天莲派就此解散。
白鸟
配音：夏觅尘
现任飞鸟门掌门，练习白鸟系武功。因为飞鸟门终于成为六大教派之一而遵行白鸟师傅的“杀黑保白”，围剿被他们利用且做不见光的黑鸟系。虽然白鸟击溃了黑鸟，但也受伤严重，被迫修养。许多弟子也离开门系。飞鸟门还未如日中天便日落西山。

### 其他重要人物
杰克船长
配音：袁聪宇
风骚海盗团首领，自称“水中贵族”，有两个小弟阿俊（配音：陈世豪）、阿杰（配音：侯俊杰）；實力高強，能化身鬼影般的「深海惡靈」移動。曾经与柒交手时被对方一招砍成重伤，从此有了心理阴影；并发誓终有一日要报这一刀之仇。
鸡大飞
配音：陈浩
鸡小飞父亲，是养鸡场的一只普通蓝羽鸡，因想要给小飞幸福而前往斗鸡场，战死在角斗场。临死前将小飞托付给鸡大保。主要出场在番外篇〈鸡中霸王（上）〉。
喵财
配音：蔡理鐸
猫星人二把手，喜欢首领猫小咪，目前已经离开小鸡岛前往大禮国。由于猫小咪喜欢的汪疯会弹吉他，于是便师从九指琴魔习得了悲情魔音。可以用吉他与歌声让敌人陷入回忆。虽然伍六七曾评价喵财唱的歌并不是很好听，但其实实战效果不错。

九指琴魔
配音：谢锡平
长的像算命先生的乐师，叫这个名字不是夸张，而是的确有九根手指。提供定制情歌服务（是否真的是定制的真实性有待考证），是喵财的师傅。技能也是悲情魔音，但使用的是古琴。唱歌和喵财一样难听，效果却也一样很好。
无眼法师
配音：马正阳
玄武国的守护者，据说能够预感未来之事，会操控佛珠大小或布局以实施战斗，眼内无眼珠但被金光所替代。

## 制作人员
- 出品：啊哈娱乐、小疯映画
- 出品人：邹沙沙、何小疯
- 总制片人：邹沙沙
- 原著：何小疯
- 导演：何小疯
- 制片：赵寒
- 美术总监：江惠琴
- 后期：江惠琴
- 剪辑：何小疯
- 场景美术：朱毛
- 原画：侯俊杰、陈嘉杰、黄晓斌、陈世豪、龚燕珊、蔡理铎
- 动画：陈楚贤、黄平安、谢锡平、黄智越、肖慧霞
- 角色设计：何小疯、梁昕如
- 宣传发行：啊哈娱乐
- 音乐制作发行：奔跑怪物

## 主題曲

### 第一季
片頭曲
- 《剪刀刺客》

作詞：鮑魚，作曲：侯俊傑，編曲：(候俊傑、張家誠)、(小雄、十七 推廣版)，歌：大主宰樂團(推廣版)
片尾曲
- 《無論你多怪異我還是會喜歡你》

作詞：何小瘋，作曲：陳文迪，編曲：侯俊傑（ED版）、王東宇（推廣版），歌：江惠蓮（ED版）、周子琰（推廣版）
插曲
- 《阿珍爱上了阿强》

作詞、作曲：仁科、茂濤，編曲、歌：五條人
- 《親愛的姑娘你為何要離開》

作詞：傅亞，作曲：鄭冰冰，編曲：李繽、高天祥，歌：張赫宣
- 《放棄治療》

作詞、作曲、編曲、歌：Serrini樹妮妮

### 第二季
片頭曲
- 《一決高下》

作曲、編曲：侯俊傑
片尾曲
- 《我想和你一起去海邊》

作詞：何小瘋、江慧琴，作曲、編曲：侯俊傑，歌：江惠蓮
插曲
- 《連備胎都不是》

作詞、作曲：林智，編曲：侯磊，歌：楊政宇
- 《叮叮叮叮叮》

作詞、作曲、編曲、歌：Serrini樹妮妮
- 《叮噹的臉》

作詞：陳文迪、朱毛，作曲：陳文迪，編曲：侯俊傑，歌：趙寒

### 第三季
片頭曲
- 《暗影刺客》

作詞：周文人，作曲：侯俊傑，編曲：侯俊傑、侯磊，歌：王舜禾
片尾曲
- 《陪在你左右》

作詞：趙寒，作曲：侯俊傑，編曲：侯磊，歌：謝春花（第2、4、5、7、10集）、趙寒（第6集）
- 《當初分開太突然》

作曲、編曲：侯俊傑（第3集）
- 《阿七》

作詞、作曲、編曲、歌：發條月亮（第9集）
插曲
- 《豆芽歌》

作詞：趙寒，作曲：侯俊傑，歌：七號瘋球樂隊
- 《我們還是做朋友吧》

作詞：侯磊、何小瘋，作曲、編曲：侯磊，歌：楊振宇
- 《我們還是做朋友吧（深情版）》

作詞：侯磊、何小瘋，作曲：侯磊，編曲：王穀雨，歌：李行亮

### 第四季
片头曲
- 《空白》
作曲、编曲：侯俊杰，作词：赵寒，演唱：王舜禾

片尾曲
- 《怀抱的温柔并不属于我》
作曲：侯俊杰、梁智图，编曲：侯俊杰、张家诚，作词：赵寒，演唱：牛奶咖啡

插曲

### 第五季
片头曲
- 《記憶碎片》

## 各集标题

### 第一季《刺客伍六七》 （2018）
| 集数   | 剧本   | 标题                           |
| ------ | ------ | ------------------------------ |
| 任务一 | 何小疯 | 杀坏人赚大钱                   |
| 任务二 | 何小疯 | 刺瞎你的狗眼                   |
| 任务三 | 何小疯 | 六七VS十三                     |
| 任务四 | 何小疯 | 刺杀内裤男（已在中国大陆下架） |
| 任务五 | 何小疯 | 刺杀最强阿婆                   |
| 任务六 | 何小疯 | 刺杀美少女                     |
| 任务七 | 何小疯 | 刺杀杰克船长                   |
| 任务八 | 何小疯 | 保镖大春                       |
| 任务九 | 何小疯 | 小岛危机                       |
| 任务十 | 何小疯 | 魔刀千刃                       |

#### 番外
| 集数   | 剧本   | 标题           |
| ------ | ------ | -------------- |
| 番外一 | 何小疯 | 梅花十三       |
| 番外二 | 何小疯 | 鸡中霸王（上） |
| 番外三 | 何小疯 | 鸡中霸王（中） |
| 番外四 | 何小疯 | 鸡中霸王（下） |

#### CM
1. 大保J VS 太保丁[註 3]

### 第二季《伍六七之最强发型师》 （2019）
| 集数   | 剧本   | 标题             |
| ------ | ------ | ---------------- |
| 任务一 | 何小疯 | 最强发型师       |
| 任务二 | 何小疯 | 十三vs六七       |
| 任务三 | 何小疯 | 保护汪疯         |
| 任务四 | 何小疯 | 斯特国一日游     |
| 任务五 | 何小疯 | 杰克船长第二回合 |
| 任务六 | 何小疯 | 山鸡王的复仇     |
| 任务七 | 何小疯 | 梅花十一         |
| 任务八 | 何小疯 | 双雄             |
| 任务九 | 何小疯 | 赤牙             |
| 任务十 | 何小疯 | 宿命             |

### 第三季《伍六七之玄武国篇》（2021）
| 集数   | 剧本           | 标题                   |
| ------ | -------------- | ---------------------- |
| 任务一 | 何小疯，江惠琴 | 告别                   |
| 任务二 | 何小疯，江惠琴 | 阿鸡与阿七             |
| 任务三 | 何小疯，江惠琴 | 请问，这里是玄武国吗？ |
| 任务四 | 何小疯，江惠琴 | 铁汉柔情               |
| 任务五 | 何小疯，江惠琴 | 石更国                 |
| 任务六 | 何小疯，江惠琴 | 异能国                 |
| 任务七 | 何小疯，江惠琴 | 潜入玄武国             |
| 任务八 | 何小疯，江惠琴 | 青凤的阴谋             |
| 任务九 | 何小疯，江惠琴 | 再痛苦也不想忘掉的记忆 |
| 任务十 | 何小疯，江惠琴 | 你是我想保护的人       |

### 第四季《伍六七之暗影宿命》（2023）
| 集数   | 剧本   | 标题       |
| ------ | ------ | ---------- |
| 任务一 | 何小疯 | 不死黑鳥   |
| 任务二 | 何小疯 | 刺殺首領   |
| 任务三 | 何小疯 | 營救阿七   |
| 任务四 | 何小疯 | 便利店一夜 |
| 任务五 | 何小疯 | 小島危機2  |
| 任务六 | 何小疯 | 惠蓮往事   |
| 任务七 | 何小疯 | 赤牙往事   |
| 任务八 | 何小疯 | 抉择       |
| 任务九 | 何小疯 | 決戰小雞島 |
| 任务十 | 何小疯 | 青鳳的復仇 |

### 第五季《伍六七之记忆碎片》（2024）
| 集数   | 剧本   | 标题           |
| ------ | ------ | -------------- |
| 任务一 | 何小疯 | 阿七的特别任务 |
| 任务二 | 何小疯 | 重返玄武国     |
| 任务三 | 何小疯 | 小鸡岛代理主任 |
| 任务四 | 何小疯 | 赞拳对决       |
| 任务五 | 何小疯 | 九指琴魔       |
| 任务六 | 何小疯 | 勇闯梅花山庄   |
| 任务七 | 何小疯 | 重逢           |
| 任务八 | 何小疯 | 越狱           |
| 任务九 | 何小疯 | 无眼法师的预言 |
| 任务十 | 何小疯 | 黑石山之战     |

## 衍生作

### 漫畫
第二季劇情的實體漫畫《伍六七之最强发型师》2021年8月發售，共四冊。
衍生漫画《伍六七：黑白双龙》2019年12月25日在哔哩哔哩漫画与腾讯动漫上首发。故事設定於動畫事件的25年前，以牛展国的不良少年莫浪和高冷天才白其為主角。

## 获奖记录
- 入选法国昂西国际动画电影节主竞赛单元。[10]
- 2020年获得第26届上海电视节白玉兰奖最佳动画剧本奖。

## 注解
1. ↑  正片及番外播送完毕的日期，暑期CM播送于2019年8月15日。
2. ↑  番外篇《阿七遨游记》除外。
3. ↑  飲料品牌「脉动」廣告。